# Spoorlijn 279
Spoorlijn 279 was een Belgische industrielijn in Harelbeke. De lijn liep van de aftakking Keizersstraat aan spoorlijn 83 naar de Industriezone Harelbeke en was 0,6 km lang.

## Aansluiting
In de volgende plaats was er een aansluiting op de volgende spoorlijn:
Y Keizerstraat
Spoorlijn 83 tussen Kortrijk en Ronse